# Thomas Green (général)
Pour les articles homonymes, voir Thomas Green et Green.
Thomas Green, né le 8 juin 1814 dans le comté de Buckingham et mort le 12 avril 1864, est un soldat et avocat américain qui a participé à la révolution texane de 1835-1836, servant sous Sam Houston, qui l'a récompensé avec une concession de terre. 
Thomas Green a été greffier de la Cour suprême du Texas jusqu'au début de la guerre civile puis devient chef de la cavalerie confédérée. Après avoir remporté plusieurs victoires, dont la bataille de Valverde et la reconquête de Galveston, il est promu brigadier et nommé commandant de la division de cavalerie du département du Trans-Mississippi. Dans la Campagne de la Red River, il est mortellement blessé alors qu'il charge une flotte de canonnières fédérales. 

## Biographie
Thomas Green nait dans le comté de Buckingham en Virginie de Nathan et Mary (Field) Green en 1814. La famille déménage au Tennessee en 1817. Il fréquente le Jackson College et le Cumberland College (Princeton (Kentucky)) avant d'obtenir un diplôme de l'Université du Tennessee à Knoxville en 1834. Il étudie le droit avec son père qui est juge à la Cour suprême du Tennessee.
Lorsque la révolution du Texas commence, Thomas Green a quitté le Tennessee pour rejoindre les rebelles volontaires. Il arrive à Nacogdoches en décembre 1835 et s'enrôle dans la compagnie d'Isaac N. Moreland le 14 janvier 1836. 
Lors de la bataille de San Jacinto du 21 avril, Green aide à faire fonctionner les célèbres canons Twin Sisters, la seule artillerie présente de l'armée de Sam Houston. Quelques jours après la victoire décisive, Houston récompense Green d'une commission de lieutenant. Début mai, il est promu major et affecté comme aide de camp du général Thomas J. Rusk. Les hostilités terminées, Green démissionne le 30 mai et revient au Tennessee pour reprendre ses études de droit.
En 1837, la législature de la nouvelle République du Texas accorde de grandes étendues de terrain aux principaux vétérans de la Révolution, y compris Green. Après avoir déménagé dans le comté de Fayette, Green devient arpenteur du comté de La Grange. Cette même année, un autre vétéran de San Jacinto, William W. Gant, nomme Thomas Green pour le poste de commis à la Chambre des représentants du Texas. Il est ensuite élu et occupe ce poste jusqu'en 1839, date à laquelle il a représente le comté de Lafayette à la Chambre des représentants au quatrième Congrès du Texas. Après un seul mandat, il choisit de ne pas se représenter et reprend son stage. Lors des sixième et huitième congrès du Texas, il est secrétaire du Sénat. De 1841 à 1861, il est greffier de la Cour suprême du Texas, à la fois dans la république et dans l'État américain du Texas.
Au cours de sa carrière législative, Green poursuit son activité dans l'armée du Texas. Il participe à la campagne de 1840 de John H. Moore contre les Comanches en remontant le fleuve Colorado . Lorsque le général mexicain Ráfael Vásquez occupe brièvement San Antonio en mars 1842, Green recrute les volontaires du comté de Travis et en est le capitaine ; l'unité n'est pas impliquée dans le combat. En réponse à cela et à deux autres incursions mexicaines, le Texas lance l'expédition punitive Somervell contre le Mexique ; Green en est son inspecteur général,,. Dans la guerre américano-mexicaine, Thomas Green recrute une compagnie de Texas Rangers de LaGrange et est leur capitaine lors de la capture américaine de 1846 de Monterrey dans l'état de Nuevo León.
En 1847, Green épouse Mary Wallace Chalmers, fille du rédacteur en chef et homme politique, John Gordon Chalmers. Le couple eut six enfants. 

### Guerre de sécession
Après la sécession du Texas au début de 1861, Green est élu colonel du 5e régiment de cavalerie du Texas qui fait partie d'une brigade dirigée par Brig. Le général Henry H. Sibley a rejoint l'invasion du territoire du Nouveau-Mexique en 1862. Là, Green mène la victoire confédérée à la bataille de Valverde en février. Après une retraite difficile au Texas, il conduit ses hommes, à bord du bateau à vapeur Bayou City, pour aider à la reprise de Galveston le 1er janvier 1863. Il est également impliqué dans la saisie du bateau à vapeur Union Harriet Lane le même jour.

#### Campagne Bayou Teche
Au printemps 1863, Thomas Green commande la première brigade de cavalerie du général Richard Taylor dans les combats le long de la rivière Bayou Teche en Louisiane. Il est promu général de brigade le 20 mai 1863,,. En juin, il capture une garnison de l'Union à Brashear City mais ne réussit pas à prendre Fort Butler sur le fleuve Mississippi. Le 13 juillet, la cavalerie de Green met en déroute les troupes de l'Union en progression sous les ordres de Godfrey Weitzel et Cuvier Grover. En septembre, la première brigade de cavalerie capture un autre détachement de l'Union à la plantation de Stirling. Un succès similaire suit en novembre à la bataille de Bayou Bourbeux. En quatre victoires, les hommes de Thomas Green ont fait environ 3 000 victimes et n'ont subi que 600 pertes. Green est ensuite nommé commandant de la division de cavalerie du département du Trans-Mississippi.

#### Campagne de la Red River
Au cours de la Campagne de la Red River, Green emmène sa division de cavalerie du Texas pour renforcer Taylor en Louisiane pour arrêter l'avance du major-général Nathaniel P. Banks vers Shreveport. Il participe à la bataille de Mansfield et à la bataille de Pleasant Hill. Quelques jours plus tard, le 12 avril 1864, il est mortellement blessé par un obus tiré d'une canonnière fédérale alors qu'il mène une attaque contre les canonnières qui patrouillent lors de la Campagne de la rivière Rouge à Blair's Landing. Il meurt sur la plantation de Blair. À sa mort, l'amiral de l'Union David Dixon Porter lui rend hommage en disant que Green était « celui en qui les rebelles placent plus de confiance que quiconque. Il a conduit ses hommes jusqu'au bord de la rive, ils criaient et criaient comme des fous et perdre le général Green les a paralysés, il valait 5 000 hommes ». Il est enterré dans le caveau familial au cimetière Oakwood à Austin.